# El Borj
El Borj, Lborj ou Borj (en arabe : البرج) est un village de la province de Guelmim dans la région Guelmim-Oued Noun du Maroc, sur le territoire historique de la tribu des Ait Zekri appartenant à la confédération Tekna. El Borj signifie "la tour" en arabe.

## Histoire
En 1930, l'aventurier et écrivain Michel Vieuchange qui séjourne deux jours dans le village, dit que la ville ressemble à un vestige de ville antique carthaginoise ou mycénienne du fait que certaines maisons sont demi-écroulées.
Il écrit dans le même ouvrage que ses deux compagnons de route ont subi un guet-apens par douze guerriers d'El Borj qui accusent le chef du village de Tiglit d'abriter un roumi ; les guerriers demandent 100 000 francs comme participation au butin ce qui, selon Vieuchange, rend furieux le chef du village de Tiglit qui aurait déclaré qu'il allait faire la guerre à El Borj.

## Géographie
El Borj est situé entre l'Oued Noun et le Drâa, à 40 km de Guelmim et 44 km de la ville d'Assa.

## Démographie
La population d'El Borj est liée dans le recensement général de la population marocaine dans la commune de Fask.